# Tanja Graf (Verlegerin)

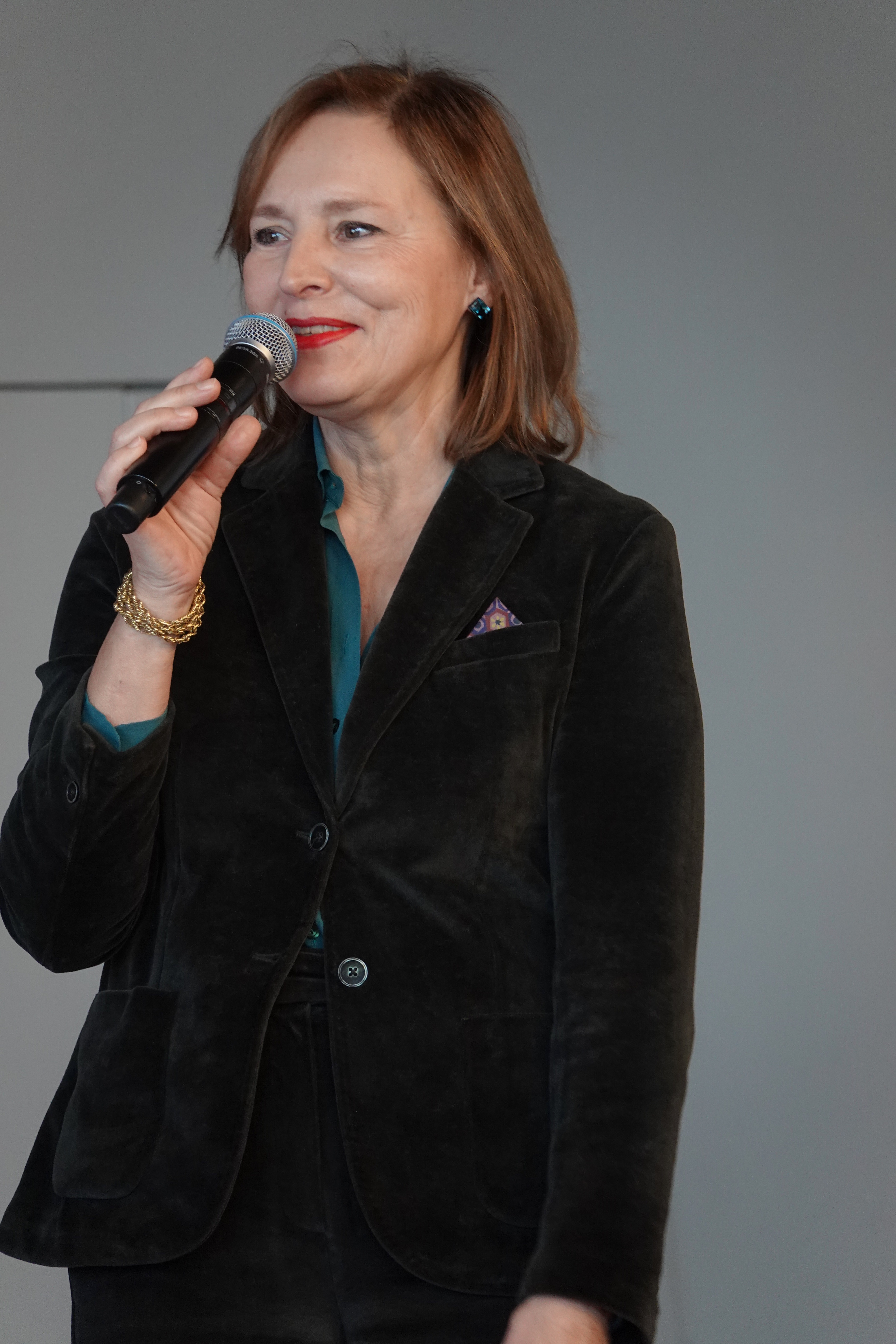
Tanja Graf 2023

Tanja Graf (geb. 1962) ist eine deutsche Verlegerin, Verlagslektorin und Kulturmanagerin. Sie war eine Mitbegründerin des ehemaligen SchirmerGraf Verlages (2004) und Gründerin des Graf Verlages, der von 2010 bis 2015 zu den Ullstein-Buchverlagen gehörte. Ab März 2015 ging sie zunächst zum Zürcher Diogenes Verlag. Am 1. Juli 2016 übernahm sie die Leitung des Literaturhauses München.

## Ausbildung und Privates
Graf wuchs bei München auf; sie legte ihr Abitur 1981 am Kurt-Huber-Gymnasium in Gräfelfing ab. Ihr Vater Hansjörg Graf war Lektor und Programmleiter beim List Verlag und freier Literaturkritiker. Von 1981 bis 1982 absolvierte sie ein Auslandsstudium („Cours de Civilisation Française“) in Paris  an der Sorbonne; von 1982 bis 1984 folgte eine Ausbildung zur Sortimentsbuchhändlerin in München. Danach studierte sie Romanistik, Neuere Deutsche Literatur und Theaterwissenschaften in München. Der Magisterabschluss erfolgte 1989 mit einer Arbeit über Stendhals unvollendete Romane. Von 1989 bis 1990 absolvierte sie mehrmonatige Verlagspraktika in Paris (Albin Michel) und New York (Farrar, Straus & Giroux, Macmillan).
Tanja Graf ist mit dem Schriftsteller Patrick Süskind liiert und hat mit ihm einen gemeinsamen Sohn.

## Lektorin und Verlegerin
Ab 1990 war sie als Lektorin für ausländische Belletristik im Piper Verlag. Hier stieg sie zur Programmleiterin für Belletristik und schließlich zur Cheflektorin auf und übernahm die Gesamtverantwortung in diesem Bereich.
Als bei Piper 2003 die Führung wechselte, gründete sie gemeinsam mit dem Münchner Kunstverleger Lothar Schirmer den SchirmerGraf Verlag, der im Gegensatz zur Massenware auf handwerklich schön gemachte Bücher setzte. Beide brachten zu gleichen Teilen ein sechsstelliges Budget ein und nahmen sich eine zweijährige Startphase. Als Logo wählen Tanja Graf und Lothar Schirmer ein schwebendes Buchenblatt.
Im Oktober 2009 trennte sich Tanja Graf im Einvernehmen von ihrem Partner Lothar Schirmer und gründete 2010 den Graf Verlag, der zu den Ullstein Buchverlagen gehört.
Auf der Homepage des Verlages beschreibt die Verlegerin deren Ziel: „Unser Ziel ist es, mit verlegerischer Handschrift, besonders schöner Ausstattung und der Marketing- und Vertriebskraft eines großen Hauses die besten Voraussetzungen für Autoren und ihre Bücher zu schaffen. Wir verstehen uns als Autorenverlag, dessen Profil von seinen Autoren geprägt wird. Wir planen ein literarisches, unterhaltsames, vielseitiges Programm, das neue deutschsprachige und international erfolgreiche Literatur vorstellt und auch immer wieder Klassiker der Moderne neu entdeckt.“
Zu ihren Entdeckungen der deutschsprachigen Literatur gehören u. a. Lena Gorelik, Daniela Krien.

## Leiterin des Literaturhauses München
Seit 1. Juli 2016 leitet Tanja Graf als Geschäftsführerin das Literaturhaus München und setzt dort ihre Arbeit als Literaturvermittlerin fort – mit rund 200 Veranstaltungen pro Jahr und internationalen Autoren wie Salman Rushdie, Siri Hustvedt und Michael Ondaatje. Weitere programmatische Schwerpunkte im Literaturhaus sind Literatur-Ausstellungen (bis 2023 u. a.: „Christoph Niemann: Im Auge des Betrachters“, „Alexander Kluge: Pluriversum“, "Simone de Beauvoir & Das andere Geschlecht", "Das Wagnis der Öffentlichkeit: Hannah Arendt und das 20. Jahrhundert", oder "Verbotene Bücher. Religion. Politik. Moral"), die Schreibakademie für Autoren, Schreib- und Übersetzerwerkstätten für Schüler sowie praxisorientierte offene Seminare für Kreatives Schreiben.
Zahlreiche Kooperationen mit städtischen, staatlichen und privatwirtschaftlichen Kulturinstitutionen, darunter LMU München, NS-Dokumentationszentrum, Institut für Zeitgeschichte, Evangelische Stadtakademie München, Max-Planck-Institut, DOK.Fest München, Symphonie-Orchester des Bayerischen Rundfunks, uvm.

## Auszeichnungen und Jurytätigkeiten
Mitglied zahlreicher Jurys und Gremien, u. a.: Jury Kultureller Ehrenpreis der Landeshauptstadt München seit 2016, Kuratorium Villa Concordia Bamberg seit 2016, Jury Deutscher Buchpreis 2018, Jury Marie Luise Kaschnitz-Preis 2019. Im Oktober 2021 wurde Graf von Kulturstaatsministerin Monika Grütters für den Zeitraum 2022 bis 2024 als Literaturexpertin in die Jury der Villa Massimo berufen.
Seit 2016 ist sie Geschäftsführerin des Literaturfestes München.
- Auszeichnung: Chevalier des Arts et Lettres
- 2021 Bayerischer Verdienstorden[9]